# Allamanda angustifolia
Allamanda angustifolia är en oleanderväxtart som beskrevs av Johann Baptist Emanuel Pohl. Allamanda angustifolia ingår i släktet Allamanda och familjen oleanderväxter. Inga underarter finns listade i Catalogue of Life.